# Orillia delicata
Orillia delicata là một loài ruồi trong họ Tachinidae.